# The GO Malta Eurosong 2010
La prima edizione del GO Malta Eurosong / L-Isfida, noto anche come Malta Eurosong Contest si è svolta tra il 9 dicembre 2009 e il 20 febbraio 2010 e ha selezionato il rappresentante di Malta all'Eurovision Song Contest 2010.
La vincitrice è stata Thea Garrett con My Dream.

## Organizzazione
Dopo gli insuccessi nelle ultime edizioni dell'Eurovision Song Contest, oltre ad alcune vicende giudiziarie tra l'emittente e l'ex capo delegazione maltese, nel novembre 2009 l'emittente radiotelevisivo Public Broadcasting Services (PBS) ha confermato l'organizzazione di una nuova selezione nazionale per coinvolge il pubblico nella scelta del rappresentante nazionale eurovisivo.
La selezione si è articolata in sei semifinali da sei partecipanti, che si sono tenute durante la trasmissione L-Isfida all'interno dell'Audiovision TV Studios di Ħamrun e in una finale, che si è svolta il 20 febbraio 2010 presso il Malta Fairs & Conventions Centre di Ta' Qali.
Durante le semifinali, una giuria internazionale di cinque membri ha valutato le canzoni avendo un peso equo nel risultato finale, con il televoto diviso in due parti, una per il voto tramite chiamata telefonica e l'altra esclusivamente per i voti tramite SMS. Il voto combinato dei giurati e del pubblico ha decretato i 20 finalisti che hanno preso parte alla selezione nazionale. Nella finale, invece, i risultati sono stati decretati da un mix di voto della giuria internazionale e televoto. In caso di parità, ha prevalso il voto del pubblico.

## Partecipanti
Autori e cantautori di nazionalità maltese, hanno potuto inviare all'emittente i propri brani entro il 30 ottobre 2009. Una giuria internazionale ha selezionato tra i 123 aspiranti i 36 partecipanti alle semifinali. I partecipanti sono stati annunciati il 4 dicembre 2009.
| Artista                       | Titolo                  | Lingua            | Compositori                                       |
| ----------------------------- | ----------------------- | ----------------- | ------------------------------------------------- |
| Aldo Busuttil                 | Pizzicato               | Inglese, italiano | Philip Vella, Alfred C. Sant                      |
| Ally                          | Curiosity               | Inglese           | Elton Zarb, Gerard James Borg                     |
| Audrey Marie Bartolo          | Good Intentions         | Inglese           | Miriam Christine, Rita Pace                       |
| Baklava                       | Euphoria                | Inglese           | Philip Vella, Gerard James Borg                   |
| Claire Galea                  | Ole Statchmo Blues      | Inglese           | Claire Galea, Erin Stewart Tanti                  |
| Claudia Faniello              | Samsara                 | Inglese           | Philip Vella, Gerard James Borg                   |
| Cynthia Attard                | If I Knew               | Inglese           | Miriam Christine, Gerard James Borg               |
| Dario Bezzina                 | Grave Dancers           | Inglese           | Chan Vella, Alexia Schembri                       |
| Dorothy Bezzina               | Moments                 | Inglese           | Chan Vella, Alexia Schembri                       |
| Eleanor Cassar                | Choices                 | Inglese           | Paul Giordimaina, Fleur Balzan                    |
| Eleanor Spiteri               | Velvet Ocean            | Inglese           | Paul Abela, Joe Julian Farrugia                   |
| Foxy Federations              | Fired Up                | Inglese           | Philip Vella, Gerard James Borg                   |
| Francesca Borg                | I Surrender             | Inglese           | Dominic Cini, Mario J Caruana                     |
| Glen Vella                    | Just a Little More Love | Inglese           | Paul Giordimaina, Fleur Balzan                    |
| Godwin Lucas & Eve Daly       | The Best Years          | Inglese           | Carm Fenech                                       |
| J.Anvil                       | Mirage                  | Inglese           | Andrew Zahra, Deo Grech                           |
| Jessika Muscat                | Fake                    | Inglese           | Philip Vella, Gerard James Borg                   |
| Josef Tabone                  | Who Cares?              | Inglese           | Elton Zarb, Rita Pace                             |
| Klinsmann                     | Her Name Was Anne       | Inglese           | Jonathan Spiteri, Klinsmann Coleiro, Aldo Spiteri |
| Lawrence Gray                 | Stories                 | Inglese           | Ray Agius, Godwin Sant                            |
| Mike Spiteri                  | Twenty Thousand Leagues | Inglese           | Ray Agius, Alfred C. Sant                         |
| Miriam Christine              | Beautiful Contradiction | Inglese           | Miriam Christine, Gerard James Borg               |
| Nadine Axisa & Clifford Galea | Once in a Lifetime      | Inglese           | Jason Paul Cassar, Mario Farrugia                 |
| Pamela Bezzina                | Hold On                 | Inglese           | Paul Giordimaina, Fleur Balzan                    |
| Petra Zammit                  | All I Need              | Inglese           | Andrew Zammit, Keith Zammit                       |
| Priscilla & Kurt              | Waterfall               | Inglese           | Mark Debono, Rita Pace                            |
| Raquela                       | Here I Am               | Inglese           | Philip Vella, Gerard James Borg                   |
| Richard Edwards               | Change                  | Inglese           | Richard Micallef                                  |
| Roger Tirazona                | Silver Rain             | Inglese           | Paul Abela, Joe Julian Farrugia                   |
| Rosman Pace                   | Hypnotized              | Inglese           | Rosman Pace                                       |
| Ruth Portelli                 | Three Little Words      | Inglese           | Philip Vella, Gerard James Borg                   |
| Ryan Dale & Duminka           | One For You             | Inglese           | Ryan Dale, Jon Lukas                              |
| Silver Clash                  | Broken                  | Inglese           | Robert Parde                                      |
| Thea Garrett                  | My Dream                | Inglese           | Jason Paul Cassar, Sunny Aquilina                 |
| Tiziana Calleja               | Words Are Not Enough    | Inglese           | John David Zammit, Paul Callus                    |
| Wayne Micaleff                | Save a Life             | Inglese           | Wayne Micaleff                                    |

## Semifinali
Le semifinali della selezione nazionale, si sono svolte all'interno del talent show L-Isfida presso gli Audiovision TV Studios di Ħamrun, tra il 9 dicembre 2009 e il 13 gennaio 2010.
Tutte le serate sono state presentate da Claudette Pace, rappresentante dell'isola all'Eurovision Song Contest 2000. Ad ogni semifinale una giuria internazionale ha valutato i partecipanti in diretta, mentre il televoto è stato aperto dopo la trasmissione dello show e veniva chiuso dopo tre giorni. I nomi di 20 finalisti, sono stati annunciati il 16 gennaio 2010.

### Prima semifinale
| # | Artista          | Titolo            |
| - | ---------------- | ----------------- |
| 1 | Raquela          | Here I Am         |
| 2 | Ally             | Curiosity         |
| 3 | Richard Edwards  | Change            |
| 4 | Foxy Federations | Fired Up          |
| 5 | Klinsmann        | Her Name Was Anne |
| 6 | J.Anvil          | Mirage            |

### Seconda semifinale
| # | Artista                 | Titolo                  |
| - | ----------------------- | ----------------------- |
| 1 | Aldo Busutill           | Pizzicato               |
| 2 | Claudia Faniello        | Samsara                 |
| 3 | Claire Galea            | Ole Satchmo Blues       |
| 4 | Godwin Lucas & Eve Daly | The Best Years          |
| 5 | Josef Tabone            | Who Cares?              |
| 6 | Glen Vella              | Just a Little More Love |

### Terza semifinale
| # | Artista          | Titolo                  |
| - | ---------------- | ----------------------- |
| 1 | Miriam Christine | Beautiful Contradiction |
| 2 | Thea Garrett     | My Dream                |
| 3 | Tiziana Calleja  | Words are Not Enough    |
| 4 | Eleanor Spiteri  | Velvet Ocean            |
| 5 | Francesca Borg   | I Surrunder             |
| 6 | Eleanor Cassar   | Choises                 |

### Quarta semifinale
| # | Artista              | Titolo                  |
| - | -------------------- | ----------------------- |
| 1 | Audrey Marie Bartolo | Good Intentions         |
| 2 | Wayne Micallef       | Save a Life             |
| 3 | Ryan Dale & Duminka  | One For You             |
| 4 | Mike Spiteri         | Twenty Thousand Leagues |
| 5 | Cynthia Attard       | If I Knew               |
| 6 | Dario Bezzina        | Grave Dancers           |

### Quinta semifinale
| # | Artista                       | Titolo             |
| - | ----------------------------- | ------------------ |
| 1 | Petra Zammit                  | All I Need         |
| 2 | Pamela Bezzina                | Hold On            |
| 3 | Nadine Axisa & Clifford Galea | Once in a Lifetime |
| 4 | Priscilla & Kurt              | Waterfall          |
| 5 | Baklava                       | Euphoria           |
| 6 | Rosman Pace                   | Hypnotized         |

### Sesta semifinale
| # | Artista         | Titolo             |
| - | --------------- | ------------------ |
| 1 | Ruth Portelli   | Three Little Words |
| 2 | Roger Tirazona  | Silver Rain        |
| 3 | Jessika Muscat  | Fake               |
| 4 | Silver Clash    | Broken             |
| 5 | Lawrence Gray   | Stories            |
| 6 | Dorothy Bezzina | Moments            |

## Finale
La finale dell'evento si è tenuta il 20 febbraio 2010 presso il Malta Fairs & Convention Centre di Ta' Qali, ed è stata presentata da Keith Demicoli e Pauline Agius, accompagnati da Owen Bonnici che interveniva direttamente dalla Green Room. Thea Garrett ha vinto la selezione con la sua My Dream, arrivando prima sia nel voto della giuria che nel voto del pubblico maltese.
Durante la trasmissione hanno preso parte come Interval Act: Sirusho (Rappresentante dell'Armenia all'Eurovision Song Contest 2008), Mary Spiteri (Rappresentante dell'isola all'Eurovision Song Contest 1992) e Chiara (Rappresentante dell'isola all'Eurovision Song Contest 1998, 2005 e 2009).
| #  | Artista                       | Titolo                  | Punteggio | Punteggio | Punteggio | Posizione |
| #  | Artista                       | Titolo                  | Giuria    | Televoto  | Totale    | Posizione |
| -- | ----------------------------- | ----------------------- | --------- | --------- | --------- | --------- |
| 1  | Dorothy Bezzina               | Moments                 | 21        | 6         | 27        | 10        |
| 2  | Foxy Federation               | Fired Up                | 0         | 9         | 9         | 18        |
| 3  | Lawrence Gray                 | Stories                 | 21        | 12        | 33        | 7         |
| 4  | Eleanor Spiteri               | Velvet Ocean            | 25        | 14        | 39        | 5         |
| 5  | Claudia Faniello              | Samsara                 | 3         | 28        | 31        | 8         |
| 6  | Thea Garrett                  | My Dream                | 54        | 48        | 102       | 1         |
| 7  | Priscilla & Kurt              | Waterfall               | 6         | 13        | 19        | 12        |
| 8  | Nadine Axisa & Clifford Galea | Once in a Lifetime      | 7         | 12        | 19        | 13        |
| 9  | Glen Vella                    | Just a Little More Love | 28        | 30        | 58        | 2         |
| 10 | Audrey Marie Bartolo          | Good Intentions         | 7         | 3         | 10        | 17        |
| 11 | Klinsmann                     | Her Name Was Anne       | 10        | 16        | 26        | 11        |
| 12 | Claire Galea                  | Ole Satschmo Blues      | 3         | 6         | 9         | 19        |
| 13 | Wayne Micallef                | Save A Life             | 27        | 9         | 36        | 6         |
| 14 | Petra Zammit                  | All I Need              | 7         | 7         | 14        | 15        |
| 15 | Ryan Dale & Duminka           | One For You             | 7         | 6         | 13        | 16        |
| 16 | Eleonor Cassar                | Choices                 | 5         | 11        | 16        | 14        |
| 17 | Silver Clash                  | Broken                  | 0         | 5         | 5         | 20        |
| 18 | Tiziana Calleja               | Words are Not Enough    | 13        | 32        | 45        | 3         |
| 19 | Ruth Portelli                 | Three Little Words      | 19        | 12        | 31        | 9         |
| 20 | Pamela Bezzina                | Hold On                 | 27        | 13        | 40        | 4         |

## All'Eurofestival
Malta gareggia nella prima semifinale, il 25 maggio, e si esibisce tra i secondi nove, come stabilito dall'estrazione effettuata il 7 febbraio.